# Медаль «За укрепление уголовно-исполнительной системы»
Меда́ль «За укрепле́ние уголо́вно-исполни́тельной систе́мы» — ведомственная медаль Министерства юстиции Российской Федерации, учреждённая приказом Министерства юстиции Российской Федерации № 80 от 7 марта 2000 года. Упразднена Приказом Минюста РФ от 16 октября 2007 г. № 201 «О внесении изменений в приказ Министерства юстиции Российской Федерации от 29 апреля 2002 г. № 120»

## Правила награждения
Медаль «За укрепление уголовно-исполнительной системы» различается по видам: золотая и серебряная.
Награждение золотой медалью производилось за особые заслуги в укреплении и реформировании уголовно-исполнительной системы Министерства юстиции Российской Федерации.
Награждение серебряной медалью производилось за заслуги в укреплении и реформировании уголовно-исполнительной системы Министерства юстиции Российской Федерации.
Согласно Положению золотой медалью «За укрепление уголовно-исполнительной системы» награждались:
- работники уголовно-исполнительной системы Министерства юстиции Российской Федерации, имеющие стаж службы (работы) 10 и более лет в системе Министерства юстиции Российской Федерации и Министерстве внутренних дел Российской Федерации;
- работники органов, учреждений и организаций Министерства юстиции Российской Федерации, имеющие стаж службы (работы) 10 и более лет в системе Министерства юстиции Российской Федерации;
- лица, перешедшие из других федеральных органов исполнительной власти и иных органов в Министерство юстиции Российской Федерации и имеющие стаж государственной службы (работы), военной службы и службы в федеральных органах исполнительной власти и иных органах, где предусмотрено присвоение специальных званий, 10 и более лет;
- другие работники федеральных органов государственной власти, граждане Российской Федерации и иностранные граждане.

Серебряной медалью «За укрепление уголовно-исполнительной системы» награждались:
- работники уголовно-исполнительной системы Министерства юстиции Российской Федерации, имеющие стаж службы (работы) 5 и более лет в системе Министерства юстиции Российской Федерации и Министерстве внутренних дел Российской Федерации;
- работники органов, учреждений и организаций Министерства юстиции Российской Федерации, имеющие стаж службы (работы) 5 и более лет в Министерстве юстиции Российской Федерации;
- лица, перешедшие из других федеральных органов исполнительной власти и иных органов, в Министерство юстиции Российской Федерации и имеющие стаж государственной службы (работы), военной службы и службы в федеральных органах исполнительной власти и иных органах, где предусмотрено присвоение специальных званий, 5 и более лет;
- другие работники федеральных органов государственной власти, граждане Российской Федерации и иностранные граждане.

В исключительных случаях по решению Министра юстиции Российской Федерации золотой медалью «За укрепление уголовно-исполнительной системы» награждались работники уголовно-исполнительной системы Министерства юстиции Российской Федерации, работники органов, учреждений и организаций Министерства юстиции Российской Федерации и лица, перешедшие из других федеральных органов исполнительной власти и иных органов в Министерство юстиции Российской Федерации и имеющие стаж государственной службы (работы), военной службы и службы в федеральных органах исполнительной власти и иных органах, где предусмотрено присвоение специальных званий, менее 10 лет, серебряной медалью «За укрепление уголовно-исполнительной системы» — менее 5 лет.
Повторное награждение золотой и серебряной медалями «За укрепление уголовно-исполнительной системы» не производилось.

## Правила ношения
Золотая медаль «За укрепление уголовно-исполнительной системы» носится на левой стороне груди и располагается после медали «За усердие», серебряная медаль «За укрепление уголовно-исполнительной системы» носится на левой стороне груди и располагается после золотой медали «За укрепление уголовно-исполнительной системы».

## Описание медали
Золотая медаль изготавливалась из позолоченного томпака, серебряная медаль — из посеребренного нейзильбера. Медаль имеет форму правильного круга диаметром 32 мм, окаймлённого с двух сторон сплошным лавровым венком, перевитым вверху лентой. На лицевой стороне медали, в центре, помещён равноконечный крест с расширяющимися концами. Между концами креста — меч и ликторский пучок. На центральную часть креста наложен медальон. В центре медальона — «столп Закона». На оборотной стороне медали, в центре, надпись «За укрепление уголовно-исполнительной системы». Все изображения и надписи на медали выпуклые.
Медаль при помощи ушка и кольца соединяется с пятиугольной колодкой, обтянутой синей шёлковой муаровой лентой шириной 24 мм с красными полосками по краям ленты шириной 1,5 мм каждая, отстоящими от края ленты на 1 мм. Посередине ленты полоска шириной 7 мм: для золотой медали жёлтого цвета, для серебряной медали серого цвета. Колодка с медалью при помощи булавки крепится к одежде.